# تومي (ناغانو)
مدينة تومي (باليابانية:東御市) هي أحد المدن التابعة لمحافظة ناغانو. تأسست رسميًا في 01/04/2004. ويقدر عدد سكانها بـ 31211 نسمة حسب تقدير مكتب الإحصاء الياباني لعام 2012. تبلغ مساحة تومي 112.3 كم2. بكثافة سكانية تبلغ 278 نسمة/كم2.

## المناخ
يظهر الجدول التالي التغييرات المناخية على مدار السنة لتومي:
| البيانات المناخية لـتومي               | البيانات المناخية لـتومي | البيانات المناخية لـتومي | البيانات المناخية لـتومي | البيانات المناخية لـتومي | البيانات المناخية لـتومي | البيانات المناخية لـتومي | البيانات المناخية لـتومي | البيانات المناخية لـتومي | البيانات المناخية لـتومي | البيانات المناخية لـتومي | البيانات المناخية لـتومي | البيانات المناخية لـتومي | البيانات المناخية لـتومي |
| الشهر                                  | يناير                    | فبراير                   | مارس                     | أبريل                    | مايو                     | يونيو                    | يوليو                    | أغسطس                    | سبتمبر                   | أكتوبر                   | نوفمبر                   | ديسمبر                   | المعدل السنوي            |
| -------------------------------------- | ------------------------ | ------------------------ | ------------------------ | ------------------------ | ------------------------ | ------------------------ | ------------------------ | ------------------------ | ------------------------ | ------------------------ | ------------------------ | ------------------------ | ------------------------ |
| متوسط درجة الحرارة الكبرى °م (°ف)      | 2.4 (36.3)               | 3.0 (37.4)               | 7.4 (45.3)               | 14.6 (58.3)              | 19.6 (67.3)              | 22.6 (72.7)              | 26.1 (79.0)              | 27.5 (81.5)              | 22.8 (73.0)              | 16.8 (62.2)              | 11.4 (52.5)              | 5.7 (42.3)               | 15.0 (59.0)              |
| المتوسط اليومي °م (°ف)                 | −2.6 (27.3)              | −2.2 (28.0)              | 1.5 (34.7)               | 8.0 (46.4)               | 13.2 (55.8)              | 17.0 (62.6)              | 20.7 (69.3)              | 21.7 (71.1)              | 17.4 (63.3)              | 11.0 (51.8)              | 5.5 (41.9)               | 0.3 (32.5)               | 9.3 (48.7)               |
| متوسط درجة الحرارة الصغرى °م (°ف)      | −7.4 (18.7)              | −7.3 (18.9)              | −3.9 (25.0)              | 1.9 (35.4)               | 7.3 (45.1)               | 12.4 (54.3)              | 16.6 (61.9)              | 17.4 (63.3)              | 13.3 (55.9)              | 6.2 (43.2)               | 0.5 (32.9)               | −4.4 (24.1)              | 4.4 (39.9)               |
| الهطول مم (إنش)                        | 27.7 (1.09)              | 35.2 (1.39)              | 59.3 (2.33)              | 60.2 (2.37)              | 89.5 (3.52)              | 121.3 (4.78)             | 149.7 (5.89)             | 114.8 (4.52)             | 159.0 (6.26)             | 93.1 (3.67)              | 44.5 (1.75)              | 25.4 (1.00)              | 979.6 (38.57)            |
| المصدر: وكالة الأرصاد الجوية اليابانية |                          |                          |                          |                          |                          |                          |                          |                          |                          |                          |                          |                          |                          |